# Henrik III. Goriški
Henrik III. Goriški ( *ok. 1266 – 24. april 1323) je bil član rodbine goriških grofov (dinastije Majnhardincev ), sin Alberta I. , ki ga je nasledil leta 1304 kot goriški grof.

## Življenjepis
Bil je sin goriškega grofa Alberta I.  in njegove žene Eufemije Šlezijsko-Glogovske. Prva pomembnejša funkcija, ki jo se mladi grof opravljal je bila funkcija tržaškega župana, ki jo je opravljal leta 1291. V letih 1295 – 1299 je spremljal očeta pri invaziji na Istro proti oglejskemu patriarhatu  in osvojil Plomin, Labin, Buzet in Tolmin.  Vendar je kmalu močna vojska patriarhata prisilila, da so se goriške sile morale umakniti.

Leta 1304 je nasledil svojega očeta kot goriški grof. V sporazumu o delitvi z dne 25. oktobra 1303,  ko je bil njegov oče še živ, je bilo določeno, da je Henrik upravičen do posesti in pravic svoje družine južno od prelaza Monte Croce, to je v Furlaniji, Istri, na Krasu, Slovenski marki in na Kranjskem; in tudi gospostvo Svinec (Eberstein) na Koroškem ter četrtino znatnih prihodkov od dajatev na Tirolskem z družinsko dediščino. Brat Albert II. Goriški podedoval posesti v Pustriški dolini, v okrožju Lienz in na Zgornjem Koroškem. Dediščina Henrika ni predstavljala strnjene ozemeljske celote, temveč vrsto zelo različnih pravnih naslovov, ki so bili skoncentrirani v Goriški grofiji in v Istri.

Leta 1297 se je poročil z Beatrico da Camino († 1321), hčerko Gherarda III. da Camina, ki je bil absoluten vradar Trevisa. Na strani gibelinov je užival zaupanje Friderika I. Habsburškega, avstrijskega vojvode in pretendenta na cesarski prestol. Med fevdalnimi vojnami, ki so zaznamovale začetek vladanja oglejskega patriarha Otobuona di Razzi-ja, ko ga gospodarji Trevisa – Gerardo III. In Rizzardo IV. da Camino - niso priznavali in izvajali invazijo na posesti in gradove, so bili na strani treviških tudi goriški grofje. Henrik je bil sprva povezan z Rizzardom IV. da Camino, s katerim sta osvojila več patriarhovih gradov in trdnjav, med njimi tudi Spilimbergo. Patriarh Otobuono di Razzi je zbežal najprej v Gradež, nato pa v Benetke. Vendar se je leta 1310 Henrik III. Goriški obrnil na drugo stran, prejel je mesto generalnega kapetana patriarhata in potisnil Treviške čete iz Furlanije. Imenovan je bil tudi Podestà (upravnika) v Trstu leta 1311. 

Poleg prevlade  nad furlansko politiko v štirinajstem stoletju je grof želel razširiti svoje posesti v Italiji. Želel je postati nesporni gospodar Furlanije in velikega dela Benečije. Sklenil je zavezništvo z Verončanom Cangrande della Scala. Rezultat uspešnih diplomatsko- upravnih potez Henrika, se je občina Treviso leta 1318 odločila, da želi priznati svetorimskega cesarja Friderika Habsburškega,  ki je leta 1319 Henrika III. Goriškega postavil za svojega državnega vikarja v Trevizu. Enake zasluge je imel Henrik tudi pri enaki odločitvi Padove, vendar tam cesar za državnega vikarja postavil Ulrika Walseeja. 
Henrik III.  in njegov stric Majnhard (II), tirolski grof in koroški vojvoda (umrl 1295), sta bila edina pomembna predstavnika hiše goriških grofov. Imela sta dve skupni lastnosti: značilna daljnovidna politika zavezništev in sposobnost izkoristiti vsako priložnost brez skrupulov. Lastnosti, ki jih je Majnhard izkazal v upravi in ciljno usmerjeni uporabi denarja kot političnega orožja, pri njegovem nečaku niso prisotne v enaki meri; toda nečak je po vojaških sposobnostih presegel ne le večino svojih sodobnikov, temveč tudi svojega strica. Položaj, ki ga je Henrik ustvaril v Trevisu, v Furlaniji, v Trstu, v Istri ter Kranjski, ni dosegel moči strnjenega teritorialnega gospostva: med različnimi ozemlji je bilo preveč razlik, čas, ki ga je imel Henrik je bil prekratek.

## Poroke in potomci
Prva žena je leta 1297 postala Beatriks da Camino, hčerka Gerarda IV. da Camino.  Z njo je imel enega sina,   Majnharda V..
Potem ko je vdovel se je leta 1322 drugič poročil z Beatriks Dolnjebavarsko, hčerko Štefan I. Vojvoda Bavarske (1271-1310).  Z njo pa sta imela sina Ivana Henrika IV. (* 1322 - † 1338). Rojen je bil februarja 1323, že aprila istega leta pa je umrl njegov oče, Henrik.